# Miss Italia 2012
Miss Italia 2012 si è svolta presso il Palaspecchiasol di Montecatini Terme in due serate: il 9 settembre ed il 10 settembre 2012 ed è stata condotta da Fabrizio Frizzi, per il secondo anno consecutivo. Si tratta della seconda edizione che si tiene presso Montecatini Terme, dopo che l'organizzazione ha dovuto rinunciare alla "storica" sede di Salsomaggiore Terme per via di problemi economici. La direzione artistica del programma è stata affidata a Fabrizio Frizzi. Dopo alcuni anni il numero delle finaliste, da 60, è ritornato al classico numero di 101 finaliste. Un altro cambiamento importante è il ritorno dopo alcuni decenni al costume intero, in sostituzione del bikini. In seno alla manifestazione si è svolta anche l'elezione di Miss Italia nel mondo che ha visto vincere l'argentina Aylen Nail Maranges, mentre la gara principale è stata vinta dalla diciannovenne Giusy Buscemi di Menfi (AG). Seconda classificata la diciannovenne Romina Pierdomenico di Vicoli (PE) e infine terza la ventunenne Claudia Tosoni di Roma. È stata l'ultima edizione ad essere trasmessa dalla Rai, perché dal 2013 al 2018 Miss Italia è stata trasmessa su LA7. 
Dopo 7 anni, nel 2019, il concorso è tornato ad essere trasmesso su Rai 1.

## Piazzamenti

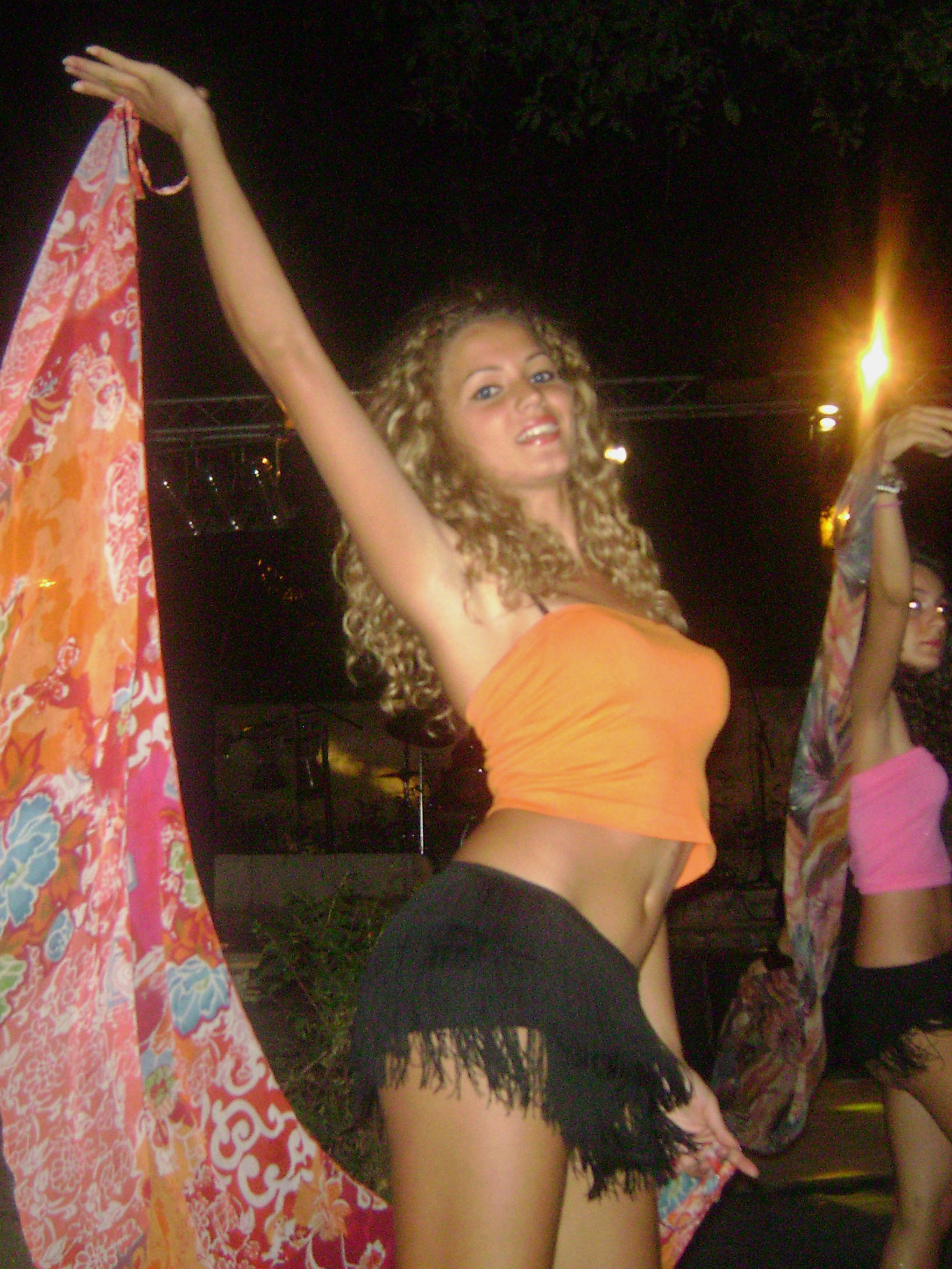
Giusy Buscemi, Miss Italia 2012

| Risultato finale | Concorrente |
| ---------------- | --- |
| Miss Italia 2012 | - – Giusy Buscemi |
| 2ª classificata  | - – Romina Pierdomenico |
| 3ª classificata  | - – Claudia Tosoni |
| 4ª classificata  | - – Chiara Salvo |
| 5ª classificata  | - – Raffaella Di Caprio |
| Top 10           | - – Cecilia Anfossi - – Alessandra Monno - – Gloria Radulescu - – Irene Casartelli - – Alessandra Del Castello                                                                                  |
| Top 20           | - – Silvia Bella - – Ludovica Frasca - – Giulia Giarletta - – Chiara Carlini - – Matilde Biagini - – Elena Santoro - – Lucrezia Massari - – Alessia Reda - – Veronica Maffei - – Angela Robusti |

## Titoli speciali nazionali
- Miss Fair Play: Giulia Gammanossi (Toscana)
- Miss Deborah Milano: Lucrezia Massari (Toscana)
- Miss Wella Professionals: Alessandra Monno (Puglia)[2]
- Miss Miluna: Tiziana Pannunzio (Lombardia)[3]
- Miss Rocchetta Bellezza: Irene Casartelli (Toscana)
- Miss Ragazza in Gambissima Luciano Barachini: Diletta Innocenti Fagni (Toscana)
- Miss Benessere Specchiasol: Carol Magosso (Umbria)
- Miss Cinema Planter's: Ludovica Frasca (Campania)
- Miss Eleganza Silvian Heach: Rossella Trovato (Campania)
- Miss Sorriso Fiat: Chiara Carlini (Lazio)
- Miss Simpatia Esselunga: Veronica Maffei (Toscana)[4]
- Miss Sport Italia Diadora: Martina Cionci (Marche)
- Miss Forme Morbide: Sonia Di Palma (Lazio)
- Miss Televolto: Chiara Salvo (Sicilia)
- Miss Tv Sorrisi e Canzoni: Alessandra Monno (Puglia)
- Miss Gli occhi di Enzo: Giusy Buscemi (Sicilia)[5]

## Giuria
Giuria tecnica
- Beppe Fiorello (presidente di giuria della serata finale)
- Federica Pellegrini (presidente di giuria della prima serata)
- Margareth Madè
- Maurizio Casagrande
- Candida Morvillo
- Stefano Dominella
- Fabio Lovino
- Federico Moccia
- Anna Tatangelo
- Caterina Balivo
- Natasha Stefanenko

Giuria di spettacolo
- Lorella Cuccarini
- Paola Perego
- Sergio Assisi
- Daniele Pecci
- Francesca Chillemi
- Max Giusti
- Roberta Giarrusso
- Marco Marzocca
- Mauro Nespoli
- Carlo Molfetta
- Elisa Di Francisca
- Jessica Rossi
- Valentina Vezzali
- Luigi Mastrangelo
- Jorge Lorenzo
- Vicky Piria

## Ospiti
- Biagio Antonacci
- Cesare Cremonini
- Antonella Clerici
- Annalisa Minetti

## Miss Italia nel mondo 2012
Per l'edizione 2012, la ventiduesima, il concorso Miss Italia nel mondo si è svolto come evento interno al concorso Miss Italia. L'edizione si è svolta come Miss Italia sempre al Palaspecchiasol di Montecatini Terme. Inoltre, rispetto alle edizioni precedenti, al titolo aspirano non più le ragazze di origini italiane residenti fuori dall'Italia, ma le ragazze non italiane che vivono sul suolo italiano. Rispetto alle edizioni precedenti, inoltre, al concorso partecipano venti concorrenti e non quaranta.

### Piazzamenti
| Risultato finale | Concorrente |
| ---------------- | --- |
| Miss Italia 2012 | - Argentina – Aylen Nail Maranges |
| 2ª classificata  | - Sri Lanka – Nayomi Andibuduge |
| Altre finaliste  | - Brasile - Kaline Basilio De Souza - Capo Verde - Riquiline Kely Soares Fortes - Kazakistan - Tetiana Bondarenko - Tunisia - Stephanie Santomorito |

### Concorrenti
Di seguito le 20 concorrenti:
- 001  Tunisia - Stéphanie Santoromito
- 002  India - Navdeep Kaur
- 003  Moldavia - Valentina Blanuta
- 004  Brasile - Ana Carolina Da Silva
- 005  Marocco - Senaa Kontaki
- 006  Senegal - Aminata Pouye
- 007  Marocco - Nezha Wahib
- 008  Sri Lanka - Nayomi Andibuduge
- 009  Regno Unito - Nadia Cecco
- 010  Argentina - Aylen Nail Maranges
- 011  Perù - Ana Claudia Ponce
- 012  Rep. Dominicana - Rafelina Torres Reyes
- 013  Albania - Adriana Jasimi
- 014  Capo Verde - Eloneida Patricia Monteiro Da Luz
- 015  Kazakistan - Tetiana Bondarenko
- 016  Brasile - Kaline Basilio De Souza
- 017  Capo Verde - Riquiline Kely Soares Fortes
- 018  Romania - Beatrice Farcas
- 019  Cuba - Yaritza La Rosa Leyva
- 020  Cina - Yu Shujian

Riserva
- Brasile - Ana Carolina Da Silva

Miss Mascotte
- Nigeria - Chizoba Iwuanyanwu

## Ascolti
| Puntata           | Spettatori | Share  |
| ----------------- | ---------- | ------ |
| 9 settembre 2012  | 3.059.000  | 18,20% |
| 10 settembre 2012 | 4.944.000  | 24,39% |